# Калинюк Олексій Сергійович
Олексі́й Сергі́йович Калиню́к (нар. 30 березня 1993, Рахів, Закарпатська область, Україна — 3 липня 2014, Нижня Вільхова, Станично-Луганський район, Луганська область, Україна) — солдат Збройних сил України, учасник війни на сході України.

## З життєпису
Народився 1993 року в місті Рахів. 2010 року закінчив рахівську ЗОШ № 1. З весни 2011-го проходив строкову військову службу, від 15 липня 2011 — за контрактом. Механік-водій; 128-ма окрема гірсько-піхотна бригада. Пройшов військову підготовку у 169-му навчальному центрі Сухопутних військ.
Загинув під час обстрілу, який вчинили терористи зі стрілецької зброї та мінометів поблизу села Нижня Вільхова.
По смерті залишилися мати, п'ять братів та сестер.
6 липня 2014-го похований у місті Рахів.

## Нагороди та вшанування
За особисту мужність і героїзм, виявлені у захисті державного суверенітету та територіальної цілісності України, вірність військовій присязі під час російсько-української війни, відзначений — нагороджений
- 3 лютого 2017 року — орденом «За мужність» III ступеня (посмертно)[1]
- у квітні 2016 року розпорядженням голови Закарпатської ОДА у місті Рахів вулицю заводську перейменовано на вулицю Олексія Калинюка.
- Почесний громадянин Рахова (18.12.2014; посмертно)[2]